# Laiendarsteller

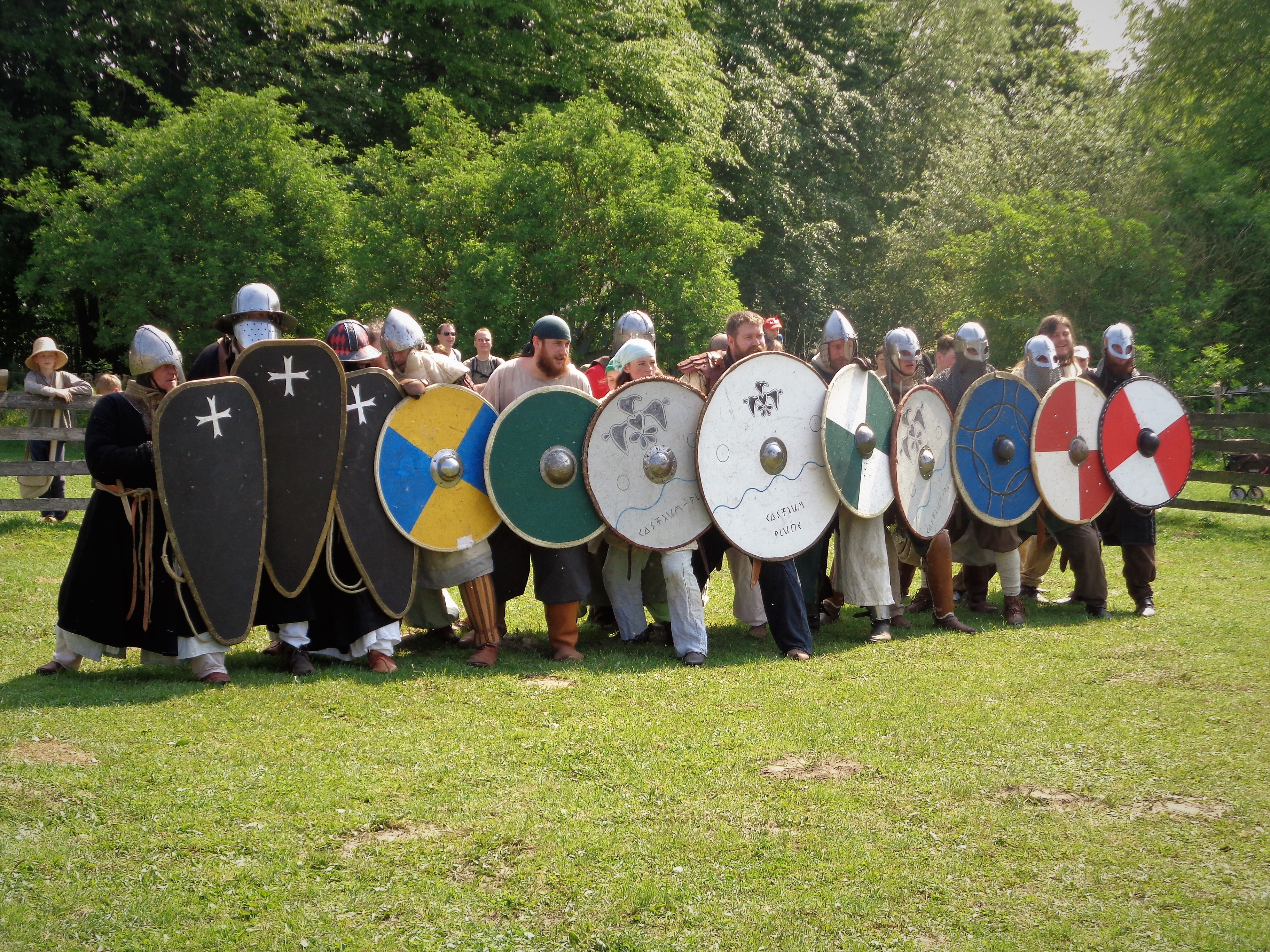
Laiendarsteller präsentieren den Aufbau eines Schildwalls während eines Mittelalterfestes

Laiendarsteller (auch Laienschauspieler) sind Darsteller, die das Schauspiel meistens nicht hauptberuflich ausüben und keine schauspielerische Ausbildung abgeschlossen haben.

## Theater und Musical
Im Laien- oder Amateurtheater erarbeiten Hobbyschauspieler privat oder in Theatervereinen ein Theaterstück, das anschließend zur Aufführung gebracht wird. Bei Musicals werden weitere Voraussetzungen wie Gesang und Tanz an die Akteure gestellt.

## Film und Fernsehen
In Film- und Fernsehproduktionen spielen Laiendarsteller primär als Komparsen mit. Auch Produktionen wie Seifenopern, Telenovelas oder Gerichtsshows bauen häufig komplett auf Laiendarsteller, um die Produktionskosten niedrig zu halten. Des Weiteren werden in Scripted-Reality-Formaten vorwiegend Laiendarsteller eingesetzt, um eine größere Authentizität durch immer neue und noch unbekannte Gesichter zu erzeugen.
Laiendarsteller werden teils langfristig bei Castings auf ihre Eignung geprüft und anschließend in eine Kartei aufgenommen, in der zum Teil auch bereits mögliche Rollen vermerkt sind. Sie können auch über Agenturen vermittelt werden, die Laiendarsteller dauerhaft unter Vertrag haben. Gelegentlich werden aber auch spontan an einem Drehort Laiendarsteller engagiert. Bei Milieustudien stellen Laiendarsteller sogar ein charakterisierendes Merkmal dar.